# Pentatló modern als Jocs Olímpics
El pentatló modern és un esport creat especialiment per a la seva disputa en els Jocs Olímpics d'Estiu pel fundador del moviment olímpic, Pierre de Coubertin. La seva inclusió al programa olímpic fou en l'edició de 1912 disputada a Estocolm (Suècia).
Els grans dominadors d'aquest esport són Hongria, Suècia i la Unió Soviètica.

## Història
Coubertin, per crear aquest esport, es va inspirar en el pentatló antic disputat durant els Jocs Olímpics de l'antigor, que representava en aquell moment l'atleta ideal. El pentatló modern simula l'experiència d'un soldat de cavalleria del segle xix, el qual ha de muntar a cavall, lluitar amb espasa i pistola, nedar i córrer per tal de vèncer una batalla. Així doncs el pentatló modern comprèn cinc disciplines esportives:
- tir olímpic: competició de tir de 10 metres de distància
- esgrima: competició d'espasa
- natació: competició en 200 metres lliures
- hípica: concurs de salts d'obstacles
- camp a través: 3 quilòmetres camp a través

## Programa
El pentatló modern fou introduït als Jocs Olímpcis d'estiu de 1912 en categoria masculina, i en els Jocs Olímpics d'Estiu del 2000 en categoria femenina.
| Edició             | 12 | 20 | 24 | 28 | 32 | 36 | 48 | 52 | 56 | 60 | 64 | 68 | 72 | 76 | 80 | 84 | 88 | 92 | 96 | 00 | 04 | 08 | 12 | 16 | Anys |
| ------------------ | -- | -- | -- | -- | -- | -- | -- | -- | -- | -- | -- | -- | -- | -- | -- | -- | -- | -- | -- | -- | -- | -- | -- | -- | ---- |
| Individual masculí | •  | •  | •  | •  | •  | •  | •  | •  | •  | •  | •  | •  | •  | •  | •  | •  | •  | •  | •  | •  | •  | •  | •  | •  | 24   |
| Equips masculí     |    |    |    |    |    |    |    | •  | •  | •  | •  | •  | •  | •  | •  | •  | •  | •  |    |    |    |    |    |    | 11   |
| Individual femení  |    |    |    |    |    |    |    |    |    |    |    |    |    |    |    |    |    |    |    | •  | •  | •  | •  | •  | 5    |
|                    |    |    |    |    |    |    |    |    |    |    |    |    |    |    |    |    |    |    |    |    |    |    |    |    |      |
| Total proves       | 1  | 1  | 1  | 1  | 1  | 1  | 1  | 2  | 2  | 2  | 2  | 2  | 2  | 2  | 2  | 2  | 2  | 2  | 1  | 2  | 2  | 2  | 2  | 2  |      |

## Medaller

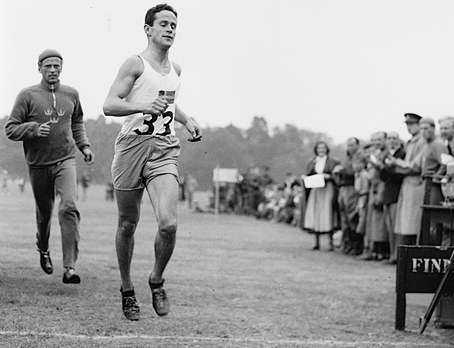
Prova de cros l'any 1948.

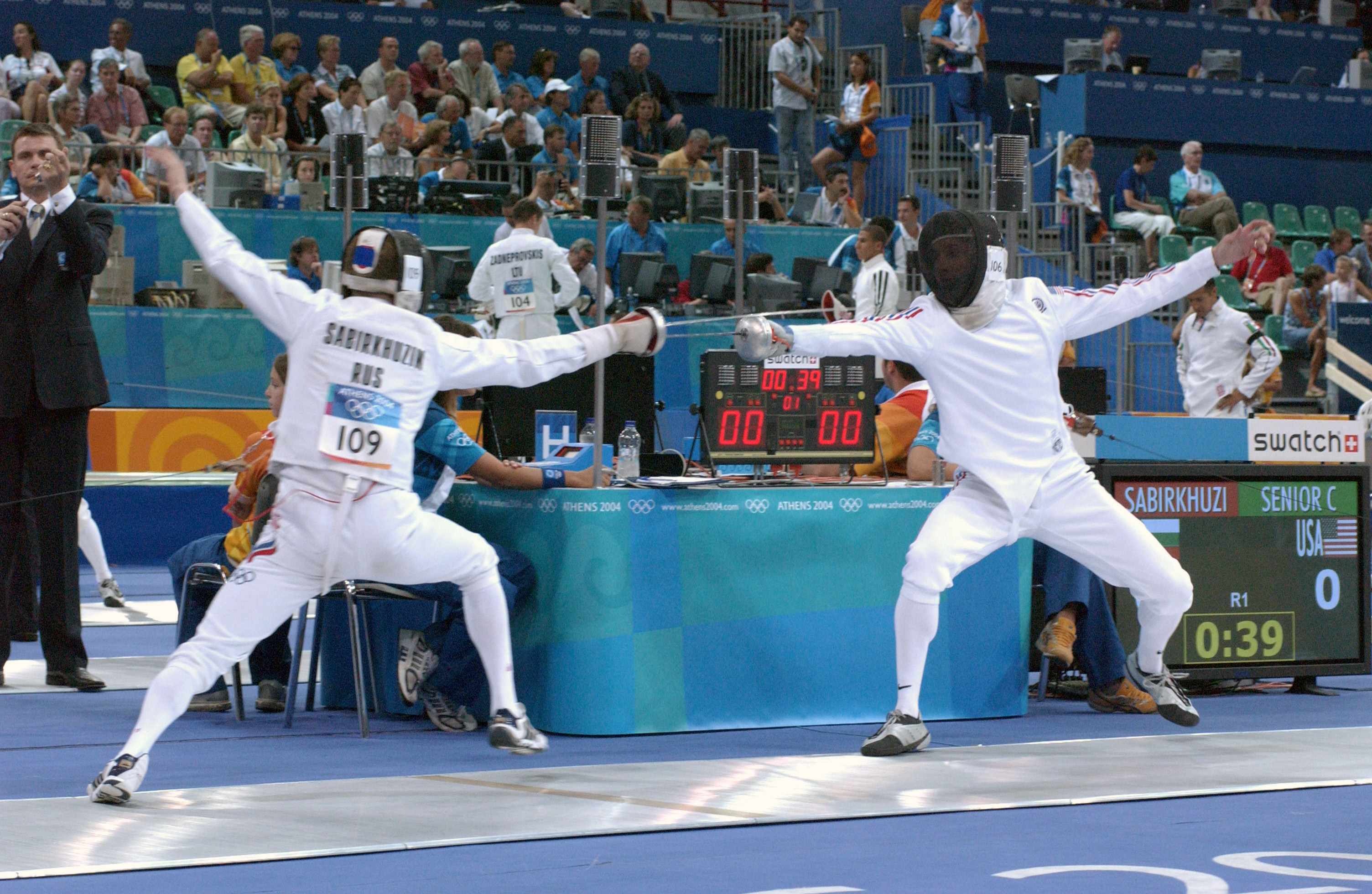
Prova d'esgrima l'any 2004.

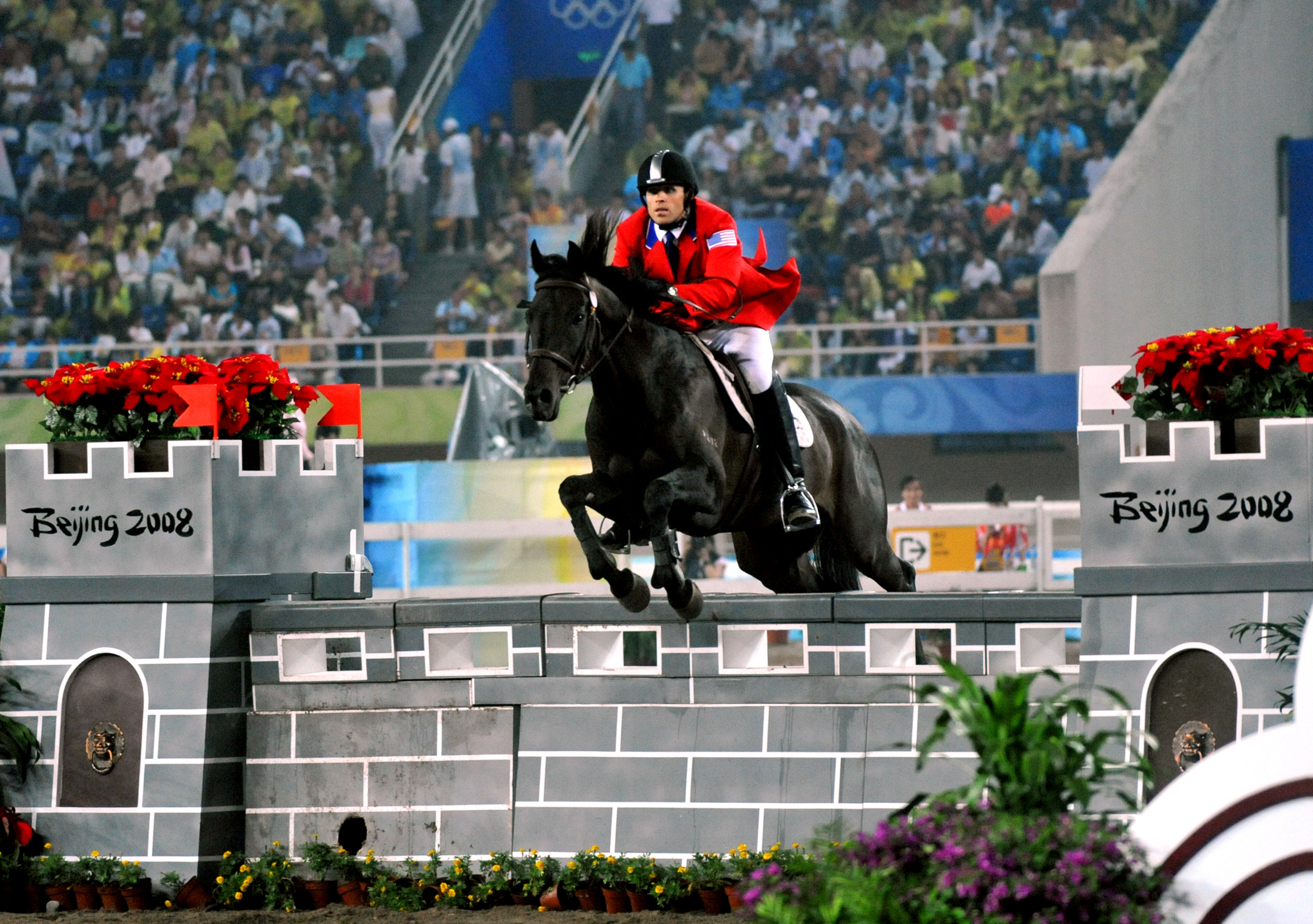
Prova d'hípica l'any 2008.

en cursiva: CONs desapareguts.
Actualització: Jocs Olímpics Rio 2016.
| Posició | País            | Or | Plata | Bronze | Total |
| 1       | Hongria         | 9  | 8     | 5      | 22    |
| 2       | Suècia          | 9  | 7     | 5      | 21    |
| 3       | Unió Soviètica  | 5  | 5     | 5      | 15    |
| 4       | Rússia          | 4  | 1     | 0      | 5     |
| 5       | Polònia         | 3  | 0     | 1      | 4     |
| 6       | Itàlia          | 2  | 2     | 3      | 7     |
| 6       | Regne Unit      | 2  | 2     | 3      | 7     |
| 8       | Alemanya        | 2  | 0     | 1      | 3     |
| 9       | Lituània        | 1  | 2     | 1      | 4     |
| 10      | Txèquia         | 1  | 0     | 1      | 2     |
| 11      | Austràlia       | 1  | 0     | 0      | 1     |
| 11      | Kazakhstan      | 1  | 0     | 0      | 1     |
| 13      | Estats Units    | 0  | 6     | 3      | 9     |
| 14      | Finlàndia       | 0  | 1     | 4      | 5     |
| 15      | França          | 0  | 1     | 2      | 3     |
| 16      | Ucraïna         | 0  | 1     | 1      | 2     |
| 16      | Equip Unificat  | 0  | 1     | 1      | 2     |
| 16      | Txecoslovàquia  | 0  | 1     | 1      | 2     |
| 19      | Letònia         | 0  | 1     | 0      | 1     |
| 19      | R.P. de la Xina | 0  | 1     | 0      | 1     |
| 21      | Belarús         | 0  | 0     | 1      | 1     |
| 21      | Brasil          | 0  | 0     | 1      | 1     |
| 21      | Mèxic           | 0  | 0     | 1      | 1     |
| Total   | Total           | 40 | 40    | 40     | 120   |

## Medallistes més guardonats

### Categoria masculina
| Nom            | CON            | Anys            | Or | Plata | Bronze | Total |
| Pavel Lednyov  | Unió Soviètica | 1968-1980       | 2  | 2     | 3      | 7     |
| András Balczó  | Bulgària       | 1960, 1968-1972 | 3  | 2     | 0      | 5     |
| Carlo Massullo | Itàlia         | 1984-1992       | 1  | 2     | 2      | 5     |
| Igor Novikov   | Unió Soviètica | 1952-1964       | 2  | 2     | 0      | 4     |
| Lars Hall      | Suècia         | 1952-1956       | 2  | 1     | 0      | 3     |

### Categoria femenina
En categoria femenina cap pentatleta ha aconseguit guanyar més d'una medalla en les edicions disputades fins al moment.